# غل تبة عليا (مقاطعة ديواندرة)
غل‌تبة عليا (بالفارسية: گل‌تپه علیا) هي قرية تقع في قسم زرينه الريفي (مقاطعة ديواندرة) في إيران. يقدر عدد سكانها بـ 245 نسمة .